# Bourse subcutanée de l'olécrane
La bourse subcutanée de l'olécrane (ou bourse séreuse rétro-olécrânienne ou bourse sous-cutanée de l'olécrane) est une bourse synoviale située entre la peau et l'olécrane.

## Aspect clinique

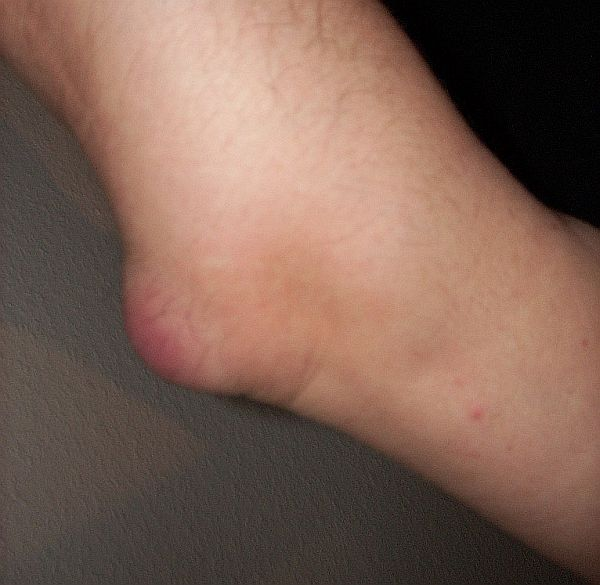
Un hygroma du coude.

L'inflammation de cette bourse synoviale est à l'origine de l'hygroma du coude. Elle peut être d'origine traumatique, d'appuis répétés et prolongés du coude ou liée à une pathologie connexe (goutte, chondrocalcinose ou polyarthrite).
Le traitement est non chirurgical par immobilisation, sauf en cas de surinfection ou d'hygroma persistant ou récidivant.